# Campeonato da Europa de Atletismo de 2018 - Lançamento de disco feminino
A prova do lançamento de disco feminino do Campeonato da Europa de Atletismo de 2018 foi disputada entre os dias  9 e 11 de agosto de 2018 no Estádio Olímpico de Berlim em Berlim,  na Alemanha. 

## Recordes
Antes desta competição, os recordes mundiais e do campeonato nesta prova eram os seguintes:
|                       | Nome             | Nacionalidade     | Distância | Local          | Data                 |
| --------------------- | ---------------- | ----------------- | --------- | -------------- | -------------------- |
| Recorde mundial       | Gabriele Reinsch | Alemanha Oriental | 76m 80cm  | Neubrandenburg | 9 de julho de 1988   |
| Recorde do campeonato | Diana Sachse     | Alemanha Oriental | 71m 36cm  | Estugarda      | 28 de agosto de 1986 |
| Recorde europeu       | Gabriele Reinsch | Alemanha Oriental | 76m 80cm  | Neubrandenburg | 9 de julho de 1988   |

## Medalhistas
| Ouro                  | Prata               | Bronze              |
| Sandra Perković (CRO) | Nadine Müller (GER) | Shanice Craft (GER) |

## Cronograma
Todos os horários são locais (UTC+2).
| Data         | Hora  | Evento       |
| ------------ | ----- | ------------ |
| 9 de agosto  | 09:30 | Qualificação |
| 11 de agosto | 20:20 | Final        |

## Resultados

### Qualificação
Qualificação: Desempenho de 58.50 m (Q) ou os 12 melhores qualificados (q). 
| Posição | Grupo | Atleta                   | Nacionalidade               | #1    | #2    | #3    | Resultado | Notas |
| ------- | ----- | ------------------------ | --------------------------- | ----- | ----- | ----- | --------- | ----- |
| 1       | B     | Sandra Perković          | Croácia                     | 64.54 |       |       | 64.54     | Q     |
| 2       | A     | Shanice Craft            | Alemanha                    | 61.13 |       |       | 61.13     | Q     |
| 3       | B     | Nadine Müller            | Alemanha                    | 60.64 |       |       | 60.64     | Q     |
| 4       | B     | Irina Rodrigues          | Portugal                    | 55.15 | 56.38 | 59.22 | 59.22     | Q     |
| 5       | A     | Claudine Vita            | Alemanha                    | 59.18 |       |       | 59.18     | Q     |
| 6       | B     | Alexandra Emilianov      | Moldávia                    | 55.80 | 55.37 | 58.83 | 58.83     | Q     |
| 7       | A     | Daisy Osakue             | Itália                      | x     | 58.73 |       | 58.73     | Q     |
| 8       | A     | Liliana Cá               | Portugal                    | 58.37 | x     | x     | 58.37     | q     |
| 9       | B     | Eliška Staňková          | Chéquia                     | 55.11 | 57.81 | x     | 57.81     | q     |
| 10      | B     | Dragana Tomašević        | Sérvia                      | 57.77 | 57.70 | 57.10 | 57.77     | q     |
| 11      | B     | Jade Lally               | Grã-Bretanha                | 57.71 | 56.47 | 56.03 | 57.71     | q     |
| 12      | A     | Hrisoula Anagnostopoulou | Grécia                      | x     | 53.30 | 56.52 | 56.52     | q     |
| 13      | A     | Kristina Rakočević       | Montenegro                  | 54.68 | 55.90 | x     | 55.90     |       |
| 14      | B     | Corinne Nugter           | Países Baixos               | 54.02 | x     | 55.70 | 55.70     |       |
| 15      | B     | Sabina Asenjo            | Espanha                     | 53.81 | 55.57 | 55.01 | 55.57     |       |
| 16      | A     | Marija Tolj              | Croácia                     | x     | 52.79 | 55.52 | 55.52     |       |
| 17      | B     | Valentina Aniballi       | Itália                      | 55.06 | 54.12 | x     | 55.06     |       |
| 18      | A     | Vanessa Kamga            | Suécia                      | 36.55 | 54.88 | x     | 54.88     |       |
| 19      | B     | Sanna Kämäräinen         | Finlândia                   | 54.76 | x     | 54.43 | 54.76     |       |
| 20      | A     | Jorinde van Klinken      | Países Baixos               | 53.21 | 54.33 | x     | 54.33     |       |
| 21      | B     | Salla Sipponen           | Finlândia                   | 54.00 | 53.66 | 51.66 | 54.00     |       |
| 22      | B     | Daria Zabawska           | Polónia                     | 52.26 | x     | 53.94 | 53.94     |       |
| 23      | A     | Ieva Zarankaitė          | Lituânia                    | 53.91 | x     | 52.31 | 53.91     |       |
| 24      | A     | Helena Leveelahti        | Finlândia                   | 51.85 | 53.37 | 53.56 | 53.56     |       |
| 25      | A     | Yuliya Maltseva          | Atletas Neutros Autorizados | 52.34 | 52.61 | 53.50 | 53.50     |       |
| 26      | A     | Kirsty Law               | Grã-Bretanha                | 52.31 | 52.37 | 50.18 | 52.37     |       |
| 27      | B     | Veronika Domjan          | Eslovênia                   | 49.89 | x     | x     | 49.89     |       |
| 28      | A     | Viktoriya Klochko        | Ucrânia                     | x     | 49.11 | x     | 49.11     |       |
| 29      | A     | Kätlin Tõllasson         | Estónia                     | 48.58 | x     | x     | 48.58     |       |

### Final
| Posição           | Atleta                   | Nacionalidade | #1    | #2    | #3    | #4    | #5    | #6    | Resultado | Notas                |
| ----------------- | ------------------------ | ------------- | ----- | ----- | ----- | ----- | ----- | ----- | --------- | -------------------- |
| Medalha de ouro   | Sandra Perković          | Croácia       | x     | 59.09 | 59.97 | x     | 67.62 | x     | 67.62     |                      |
| Medalha de prata  | Nadine Müller            | Alemanha      | 62.00 | 63.00 | x     | 61.99 | 62.58 | x     | 63.00     | Recorde da temporada |
| Medalha de bronze | Shanice Craft            | Alemanha      | 56.33 | 59.73 | x     | x     | x     | 62.46 | 62.46     |                      |
| 4                 | Claudine Vita            | Alemanha      | x     | 57.08 | 61.23 | x     | x     | 61.25 | 61.25     |                      |
| 5                 | Daisy Osakue             | Itália        | x     | 58.09 | x     | x     | 59.32 | 56.16 | 59.32     |                      |
| 6                 | Dragana Tomašević        | Sérvia        | 57.19 | 58.94 | 58.42 | 57.76 | x     | x     | 58.94     |                      |
| 7                 | Liliana Cá               | Portugal      | x     | x     | 58.01 | 57.62 | 58.91 | x     | 58.91     |                      |
| 8                 | Alexandra Emilianov      | Moldávia      | 57.07 | 56.76 | 58.10 | 57.59 | x     | 57.22 | 58.10     |                      |
| 9                 | Irina Rodrigues          | Portugal      | x     | 58.00 | 54.06 |       |       |       | 58.00     |                      |
| 10                | Hrisoula Anagnostopoulou | Grécia        | 56.58 | x     | 57.34 |       |       |       | 57.34     |                      |
| 11                | Jade Lally               | Grã-Bretanha  | 55.73 | 57.33 | 56.58 |       |       |       | 57.33     |                      |
| 12                | Eliška Staňková          | Chéquia       | 57.04 | 56.88 | 56.51 |       |       |       | 57.04     |                      |

Legenda
| Recorde mundial       | Recorde mundial (World record)               |                       | Recorde africano                      | Recorde africano (African) |                                           | Q | Classificado por posição (Qualified) |
| Recorde do campeonato | Recorde do campeonato (Championship record)  | Recorde da América    | Recorde da América (Americas)         | q                          | Classificado por melhor tempo (Qualified) |   |                                      |
| Melhor marca do ano   | Melhor marca do ano (World leading)          | Recorde asiático      | Recorde asiático (Asian)              | DNS                        | Não largou (Did not start)                |   |                                      |
| Recorde nacional      | Recorde nacional (National record)           | Recorde europeu       | Recorde europeu (European)            | DNF                        | Não terminou (Did not finish)             |   |                                      |
| Recorde pessoal       | Recorde pessoal do atleta (Personal best)    | Recorde da Oceania    | Recorde da Oceania (Oceania)          | DSQ / DQ                   | Desclassificado (Disqualified)            |   |                                      |
| Recorde da temporada  | Recorde da temporada do atleta (Season best) | Recorde sul-americano | Recorde sul-americano (South America) | NM                         | Sem marca (No mark)                       |   |                                      |